# Lavocatia
Lavocatia is een geslacht van uitgestorven zoogdieren uit het Vroeg-Krijt van Spanje. Het was een lid van de orde Multituberculata en leefde naast dinosauriërs. Zoals de meeste zoogdieren uit het Mesozoïcum, was het een dier ter grootte van een spitsmuis. 
De typesoort Lavocatia alfambrensis werd in 1996 benoemd en beschreven door José Ignacio Canudo en Gloria Cuenca-Bescós op basis van een enkele tand. De geslachtsnaam eert de Franse paleontoloog René Lavocat. Het specifieke epitheton of soortaanduiding is een verwijzing naar de rivier (en stad) Alfambra.
De soort Lavocatia alfambrensis is bekend van de onderste Camarillasformatie uit het Barremien van Galve, Spanje. Het holotype is MPZ 95/172, een vijfde rechterpremolaar gevonden bij Poca.
Dit geslacht onderscheidt zich door een aantal van vijftien knobbels op de tand.
Lavocatia is geplaatst in de Plagiaulacida en meer bepaald de Pinheirodontidae. 